# Бухта Елены
«Бухта Елены» — советский чёрно-белый художественный фильм, снятый режиссёрами Леонидом Эстриным и Марком Ковалёвым по сценарию Юрия Гутина и Юрия Шевкуненко на киностудии им. А. Довженко в 1963 году.
Премьера фильма состоялась 20 апреля 1964 года.

## Сюжет
Военно-морской специалист Дмитрий Лазаренко после окончания училища получает назначение в бухту Елены. Ведя службу на торпедном катере, он проявляет свои знания и талант, но его высокомерие приводит к серьёзному инциденту. Несмотря на это, командир дивизиона верит в его способности и ставит перед ним вопрос о его дальнейшем пребывании на флоте.

## В ролях
| Актёр              | Роль                       |
| ------------------ | -------------------------- |
| Юрий Леонидов      | командир дивизиона Шувалов |
| Юрий Гребенщиков   | лейтенант Лазаренко        |
| Владимир Гусев     | Андрей                     |
| Нонна Терентьева   | Елена Токмакова            |
| Лев Перфилов       | Синица                     |
| Валерий Бессараб   | Солодков                   |
| Олег Жаков         | Сергунин                   |
| Николай Гаврилов   | Максимов                   |
| Антонина Максимова | Вера Павловна              |
| Ирина Соколова     | Аня                        |
| Владимир Сальников | Лопаткин                   |
| Лев Жуков          | Сомов                      |

### В эпизодах
- Сережа Богачёв
- Г. Муратов
- Юрий Максимов
- Витольд Янпавлис
- Григорий Тесля
- Владимир Титаренко
- А. Кузьменко

## Съёмочная группа
- Режиссёры: Марк Ковалёв, Леонид Эстрин
- Сценаристы: Юрий Шевкуненко, Юрий Гутин
- Операторы: Николай Топчий, Наум Слуцкий
- Художник: Виктор Мигулько
- Звукорежиссёр: Константин Коган
- Композитор: Игорь Шамо